# Drabescus atratus
Drabescus atratus är en insektsart som beskrevs av Kato 1933. Drabescus atratus ingår i släktet Drabescus, och familjen dvärgstritar. Inga underarter finns listade.